# 班芝花劇團
班芝花劇團是國立台南藝術大學的學校劇團，於九十八年度四月正式成立，至今已發表不少不同類型的劇場藝術作品。國立台南藝術大學位於台南縣官田鄉，官田的古地名為班芝花角。班芝花即是木棉，台灣平埔族稱為班芝花（kaboasoa），是先民的象徵。本劇團以舞蹈與戲劇兩項表演藝術為主體之劇場藝術。

## 外部連結
- 南藝班芝花劇團的Facebook專頁
- YouTube上的南藝班芝花劇團頻道